# T. L. Osborn
Tommy Lee Osborn (Pocasset, 23 de diciembre de 1923-Tulsa, 14 de febrero de 2013) fue un evangelista estadounidense. El ministerio de Osborn fue uno de los más influyentes en el movimiento evangelístico pentecostal del siglo XX. Junto a su esposa Daisy, dedicó su vida a llevar el mensaje cristiano a nivel global, con un enfoque en la sanación divina y la expansión de la fe cristiana a través de grandes cruzadas evangelísticas. 
Tras sus primeros años en el circuito de avivamientos en carpas en Estados Unidos y Canadá, donde a menudo predicaban a multitudes de más de 10,000 personas, el ministerio de Osborn comenzó a expandirse hacia misiones internacionales en la década de 1950. Durante seis décadas como predicador, Osborn presentó el programa religioso Good News Today.

## Primeros años
Nació el 23 de diciembre de 1923 en la granja de papas de su familia en el condado de Grady, Oklahoma. Fue el séptimo y más joven de los trece hijos de Charles Richard Osborn (1883-1966) y Mary (de soltera Brown) (1885-1951). Su padre, también el séptimo hijo, no practicaba la fe bautista tradicional, pero según Osborn, "eso debía significar algo", y con el tiempo comentó: "resulta que sí significaba algo". Sus padres y varios de sus hermanos eran músicos, y Tommy Lee comenzó a hacer música desde muy joven. Creció en los últimos años de la década de 1920 y vio cómo su numerosa familia luchaba durante los años de la Gran Depresión. En 1930, cuando Osborn tenía seis años, su padre trasladó a la familia a Skedee, Oklahoma, en busca de una granja más rentable. En una iglesia en Sand Springs, Oklahoma, conoció al futuro televangelista Oral Roberts, quien sería su amigo por más de 70 años, hasta la muerte de Roberts en 2009. Osborn solía acompañar a Roberts para ayudar en las reuniones evangelísticas, donde Roberts predicaba y Osborn participaba en la parte musical, tocando el acordeón y el piano.
Osborn experimentó una conversión cristiana en 1937, a los 13 años, cuando su hermano mayor lo llevó a una iglesia pentecostal en Mannford. Con el tiempo, sus seis hermanos se fueron del hogar familiar hasta que Osborn fue el único hijo que quedó, ayudando a su padre en la granja. En 1939, a los 15 años, mientras ordeñaba vacas, sintió que Dios lo llamaba a ser evangelista. Dejó la escuela secundaria después de completar el octavo grado y se unió a E.M. Dillard, un evangelista itinerante, organizando reuniones evangelísticas y encargándose de los servicios juveniles. Mientras viajaba por California, conoció a Daisy Washburn en Los Banos, California, en una de las reuniones. 

## Ministerio

### Comienzos
Osborn comenzó su ministerio realizando su primer viaje misionero a la India en 1945, cuando Osborn tenía solo 21 años. Sin embargo, esta misión fue una experiencia difícil, ya que no lograron obtener los resultados esperados y regresaron a Estados Unidos tras menos de un año debido a la enfermedad de un familiar. Este aparente fracaso inicial no los desanimó, sino que los llevó a replantear su enfoque y a prepararse para futuras campañas más efectivas. La familia Osborn ganaron notoriedad pública después de regresar de la India, predicando en el circuito de avivamientos en carpas en Estados Unidos y Canadá. A menudo predicaban a audiencias de más de 10,000 personas. A diferencia de muchos evangelistas de la época, los Osborn se centraban en el amor y la compasión de Dios, y practicaban la sanación sobrenatural en sus reuniones. Para la década de 1950, su enfoque comenzó a centrarse más en las misiones internacionales, realizando cruzadas masivas en América Latina, Asia y África.

### Expansión misionera

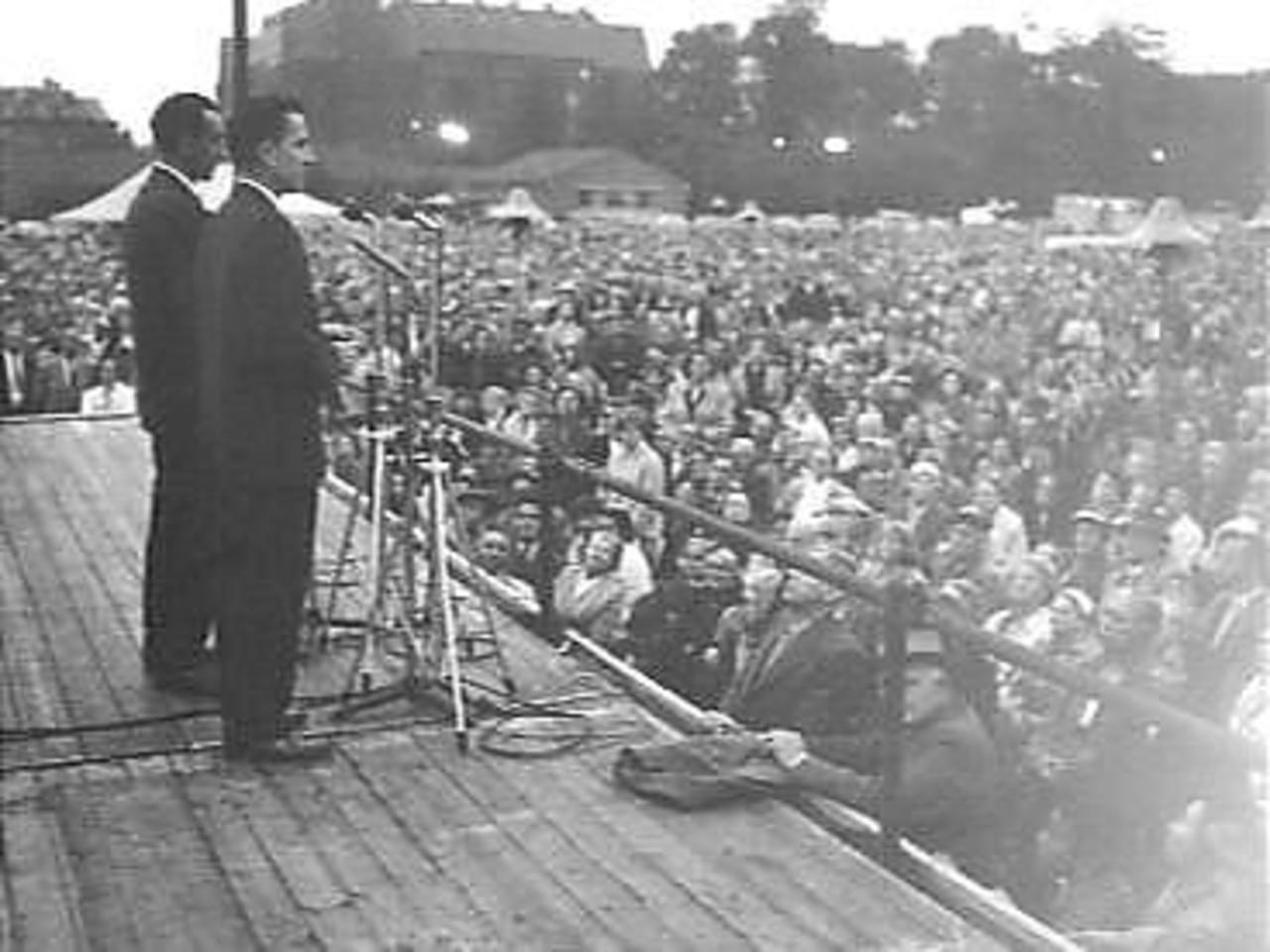
Osborn en La Haya durante una reunión de avivamiento el 22 de agosto de 1958.

Su enfoque estuvo en llegar a naciones donde el cristianismo tenía poca o ninguna influencia, llevando a cabo cruzadas masivas en países como India, Tailandia, Uganda, y Kenia, así como en otras partes de África, Asia y América Latina. Su ministerio también se distinguía por su enfoque en la compasión y el amor de Dios, alejándose del estilo de predicación que enfatizaba el castigo y el miedo, típicamente asociado con los evangelistas de su época.Además de las cruzadas, T. L. Osborn fue pionero en la producción de materiales evangelísticos a gran escala. Su ministerio creó una vasta cantidad de libros, folletos, grabaciones en audio y video, así como cursos de capacitación para otros evangelistas. Estos materiales fueron traducidos a más de 80 idiomas, lo que ayudó a multiplicar el alcance de su mensaje y a capacitar a líderes cristianos en distintas partes del mundo. Osborn también utilizó la televisión como un medio para expandir su mensaje, siendo el anfitrión del programa Good News Today, que alcanzó a audiencias internacionales.
Un aspecto clave del ministerio de Osborn fue su énfasis en la igualdad dentro del cuerpo de Cristo, promoviendo un enfoque inclusivo en su mensaje que evitaba jerarquías tradicionales y favorecía la participación activa de todos los creyentes. Tanto él como su esposa Daisy desempeñaron un papel igualitario en el ministerio, lo que desafió algunas de las normas más conservadoras de la época.

### Últimos años
Tras la muerte de Daisy en 1995, Osborn continuó su labor evangelística durante otros 15 años, realizando cruzadas en diversas partes del mundo. Aún comprometido con su ministerio, siguió realizando cruzadas y participando en conferencias internacionales. Durante este tiempo, su hija, LaDonna Osborn, comenzó a asumir un papel más relevante en la organización y dirección de sus actividades ministeriales, continuando la labor familiar en el ámbito del evangelismo global. Incluso en su avanzada edad, siguió predicando y promoviendo la fe cristiana hasta su fallecimiento en 2013.
Hoy en día, su hija LaDonna Osborn continúa liderando el ministerio fundado por sus padres, manteniendo la visión evangelística global y organizando cruzadas internacionales en países en desarrollo. El legado de Osborn también ha sido continuado por su nieto Tommy Ray O'Dell, quien sigue sus pasos como evangelista en Asia, África y Europa, realizando eventos multitudinarios y manteniendo viva la tradición de sanación y milagros que caracterizó al ministerio de su abuelo.

## Vida personal

### Familia
El 5 de abril de 1942, Osborn se casó con Daisy Washburn Osborn (nacida el 23 de septiembre de 1924 en Merced, California). Él tenía 18 años y ella 17. Poco después, comenzaron una vida de ministerio y viajes misioneros, incluyendo un viaje a la India cuando Osborn tenía solo 21 años. Con el tiempo, llevaron el Evangelio de Cristo a millones de personas en todo el mundo. Sin embargo, su primera misión en India no fue fructífera, y regresaron debido a enfermedades familiares. En 1947, nació su única hija, LaDonna Osborn, quien fue criada acompañando a sus padres en cruzadas evangelísticas internacionales.

## Libros
Osborn ha escrito los siguientes libros:
| - Healing The Sick (1951) - Biblical Healing (1954) - Frontier Evangelism with Miracles of Healing (1955) - 3 Keys to the Book of Acts (1960) - Soulwinning. A Classic on Evangelism (1963) - The Purpose of Pentecost (1963) - Outside the Sanctuary. The Case for Soulwinning (1969) - How to Receive Miracle Healing (1977) - How to Be Born Again (1977) - In His Name (1981) - Faith Speaks (1982) - One Hundred Divine Healing Facts (1983) - Receive Miracle Healing (1984) - You Are God’s Best (1984) | - The Big Love Plan (1984) - The Gospel According to T. L. & Daisy. Classic Documentary (1985) - The Best of Life (1986) - There’s Plenty for You (1986) - The Good Life (1994) - The Power of Positive Desire (1996) - The Message That Works: What We Have Told Millions in 73 Nations for 53 Years (1997) - Miracles: Proof of God's Love (2003) - If I Were a Woman (2011) - Legacy of Faith Collection (2011) - Health Renewed: The Source of Sickness and God's Redemptive Plan (2012) |